# Bois des Caures
Première Guerre mondiale
Batailles
Front d'Europe de l’Ouest
- Liège (8-1914)
- Namur (8-1914)
- Frontières (8-1914)
- Anvers (9-1914)
- Grande Retraite (9-1914)
- Marne (9-1914)
- Course à la mer (9-1914)
- Yser (10-1914)
- Messines (10-1914)
- Ypres (10-1914)
- Givenchy (12-1914)
- 1re Champagne (12-1914)
- Hartmannswillerkopf (1-1915)
- Neuve-Chapelle (3-1915)
- 2e Ypres (4-1915)
- Colline 60 (4-1915)
- Artois (5-1915)
- Festubert (5-1915)
- Quennevières (6-1915)
- Linge (7-1915)
- 2e Artois (9-1915)
- 2e Champagne (9-1915)
- Loos (9-1915)
- Verdun (2-1916)
- Redoute Hohenzollern (3-1916)
- Hulluch (4-1916)
- 1re Somme (7-1916)
- Fromelles (7-1916)
- Arras (4-1917)
- Vimy (4-1917)
- Chemin des Dames (4-1917)
- 3e Champagne (4-1917)
- 2e Messines (6-1917)
- Passchendaele (7-1917)
- Cote 70 (8-1917)
- 2e Verdun (8-1917)
- Malmaison (10-1917)
- Cambrai (11-1917)
- Bombardements de Paris (1-1918)
- Offensive du Printemps (3-1918)
- Lys (4-1918)
- Aisne (5-1918)
- Bois Belleau (6-1918)
- 2e Marne (7-1918)
- 4e Champagne (7-1918)
- Château-Thierry (7-1918)
- Le Hamel (7-1918)
- Amiens (8-1918)
- Cent-Jours (8-1918)
- 2e Somme (9-1918)
- Bataille de la ligne Hindenburg
- Meuse-Argonne (10-1918)
- Cambrai (10-1918)

Front italien
Front d'Europe de l’Est
Front des Balkans
Front du Moyen-Orient
Front africain
Bataille de l'Atlantique
Le bois des Caures se trouve sur le territoire de la commune de Moirey-Flabas-Crépion (ancienne commune de Flabas), dans le département de la Meuse, au nord de Verdun.

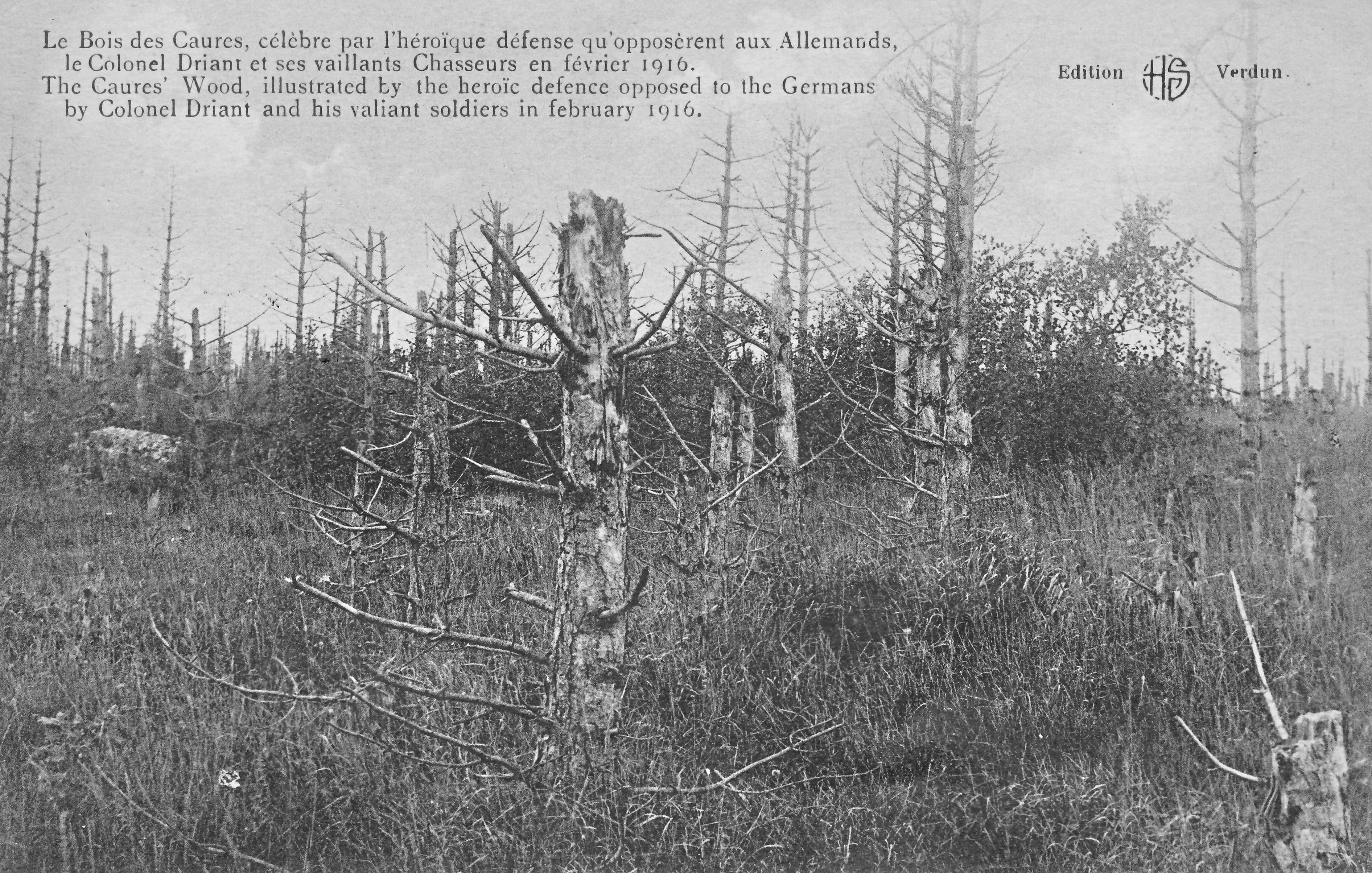
Carte postale éditée après la Première guerre mondiale.

En février 1916, le bois est traversé par la ligne de front. Cette partie du front mal protégée est défendue par les bataillons de chasseurs du lieutenant-colonel Driant. Le 21 février 1916, au premier jour de la bataille de Verdun, le bois est détruit par une des plus impressionnantes préparations d'artillerie, les survivants des deux bataillons ont tenu tête pendant presque deux jours aux troupes allemandes en surnombre avant d'être détruits ou capturés. Cette résistance a permis de limiter la progression allemande et d'acheminer des renforts pour colmater le front.

## Contexte historique

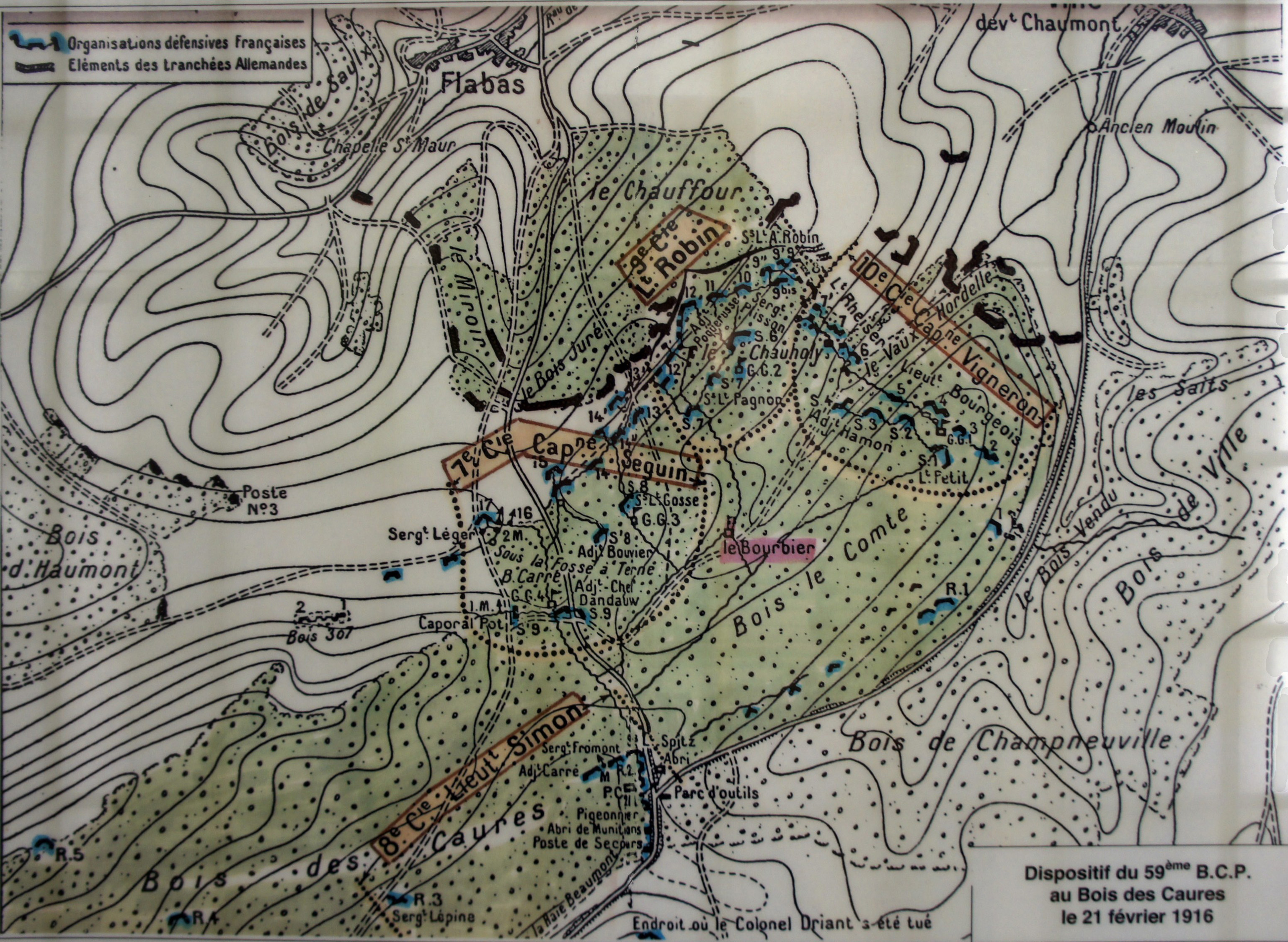
Première ligne au Bois des Caures.

Le bois des Caures était la position la plus au nord du front de Verdun sur la rive droite de la Meuse entre les communes de Flabas, Haumont et Beaumont, la zone de repos était à Samogneux. Depuis la stabilisation du front, fin 1914, cette zone était considérée comme secondaire. Malgré les mises en garde du lieutenant-colonel Driant aucun effort de renforcement ne fut ordonné par le GQG. À partir du mois de janvier 1916, devant les avancées des préparatifs allemands en vue d'une offensive, Driant renforça les défenses dans le bois des Caures de son propre chef. Alternativement les 56e et 59e bataillons de chasseurs à pied occupaient les premières lignes.

Le 21 février 1916, face à eux se trouvait la XXIe division allemande, formée de trois régiments soit neuf bataillons. Cette division était soutenue par 40 batteries d'artillerie lourde, sept batteries de campagne et 50 Minenwerfer (mortier de tranchée) soit 230 pièces.

## La bataille

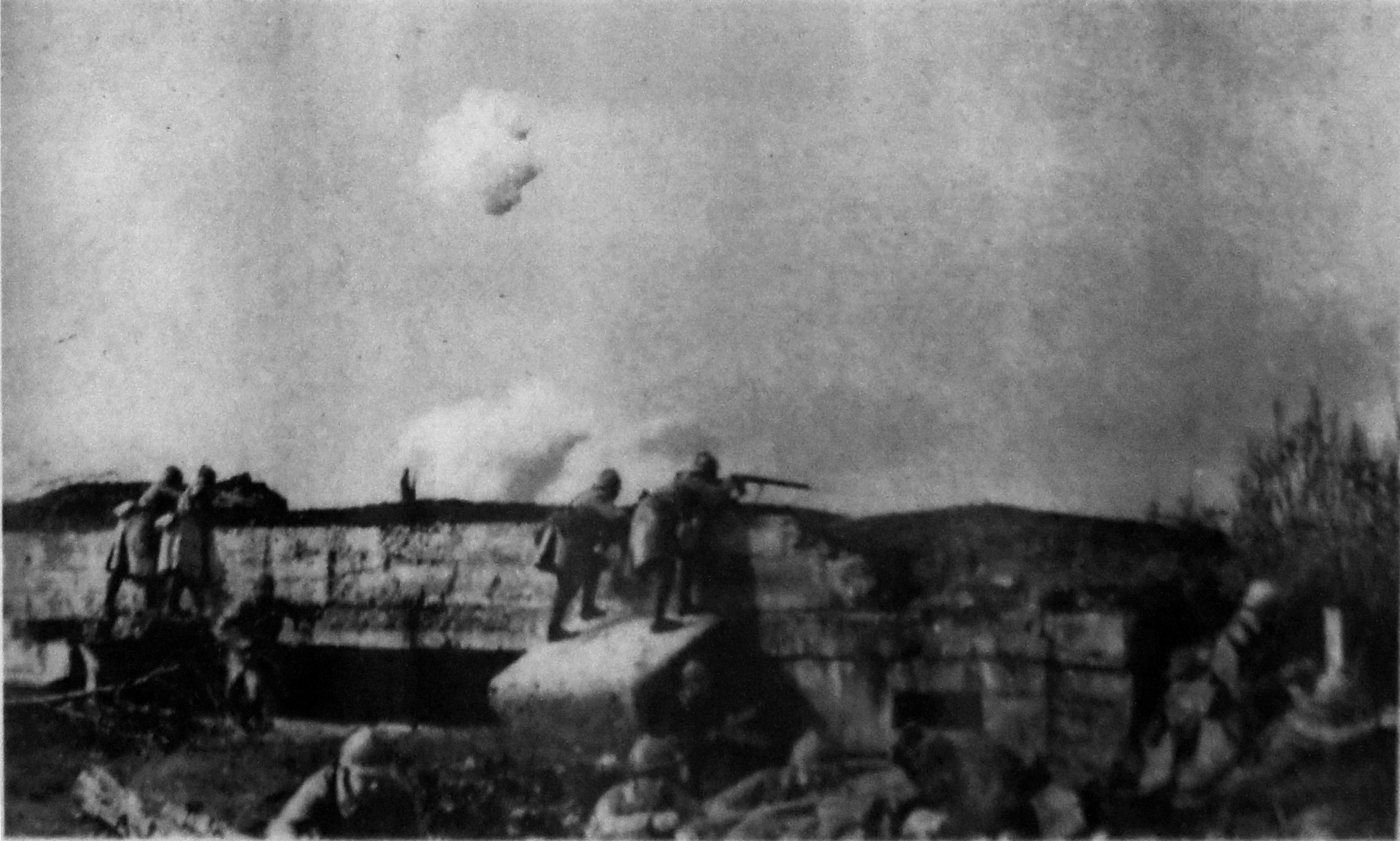
Combats des chasseurs.

Le 21 février, le bois des Caures est défendu en première ligne par le 59e bataillon de chasseurs à pied et le 56e bataillon de chasseurs à pied en seconde ligne, soit environ 1 200 hommes, sous le commandement du lieutenant-colonel Émile Driant. À partir de 7 h 30, le bois et toute la ligne de front sont soumis à un bombardement particulièrement intense, jusqu'à 16 h. On estime qu'environ 80 000 obus sont déversés sur le bois — soit un secteur de 1 300 mètres sur 800 mètres — pendant cette journée. 
On ne saura jamais avec certitude combien de défenseurs ont survécu à cet ouragan d'acier, mais lorsque le bombardement cesse, à 4 h de l'après-midi, une poignée de fantassins émerge de ses abris et s'apprête à combattre. Ils ont les yeux rougis, les explosions les ont rendus sourd, beaucoup sont blessés ; la plupart de leurs mitrailleuses sont hors d'usage, certains n'ont plus que des grenades et leur baïonnette. Alors que les canons continuent à pilonner la zone située derrière le bois, les colonnes d'assaut allemandes, lance-flammes en tête, entreprennent leur progression parmi les souches lacérées du bois des Caures. Ce sont des éléments de la 42e brigade de la XXIe division, emmenés par cinq détachements de pionniers et des équipes de lance-flammes.
Le jour baisse et il commence à neiger. Pas plus d'un quart des chasseurs ont survécu au bombardement, mais ils s'accrochent au terrain et contre-attaquent même pendant la nuit pour reprendre un poste perdu.
Le sergent Léger et cinq chasseurs tirent jusqu'à ce qu'ils n'aient plus de munitions ; Léger parvient encore à épuiser son stock de 40 grenades à main avant d'être blessé et de perdre conscience. Non loin de là, le sergent Legrand et six chasseurs n'ont plus que deux fusils en état de tirer, mais ils se battent jusqu'à la mort. Il n'y aura qu'un seul survivant, le caporal Hutin, blessé, est capturé.
Le 22 février, les Allemands bombardent à nouveau la position, puis attaquent en force, emportant l'un après l'autre les postes et les abris. Driant brûle ses documents et évacue son poste de commandement. Il est tué peu après.

### Le monument au colonel Driant et aux soldats des 56e et de chasseurs à pied

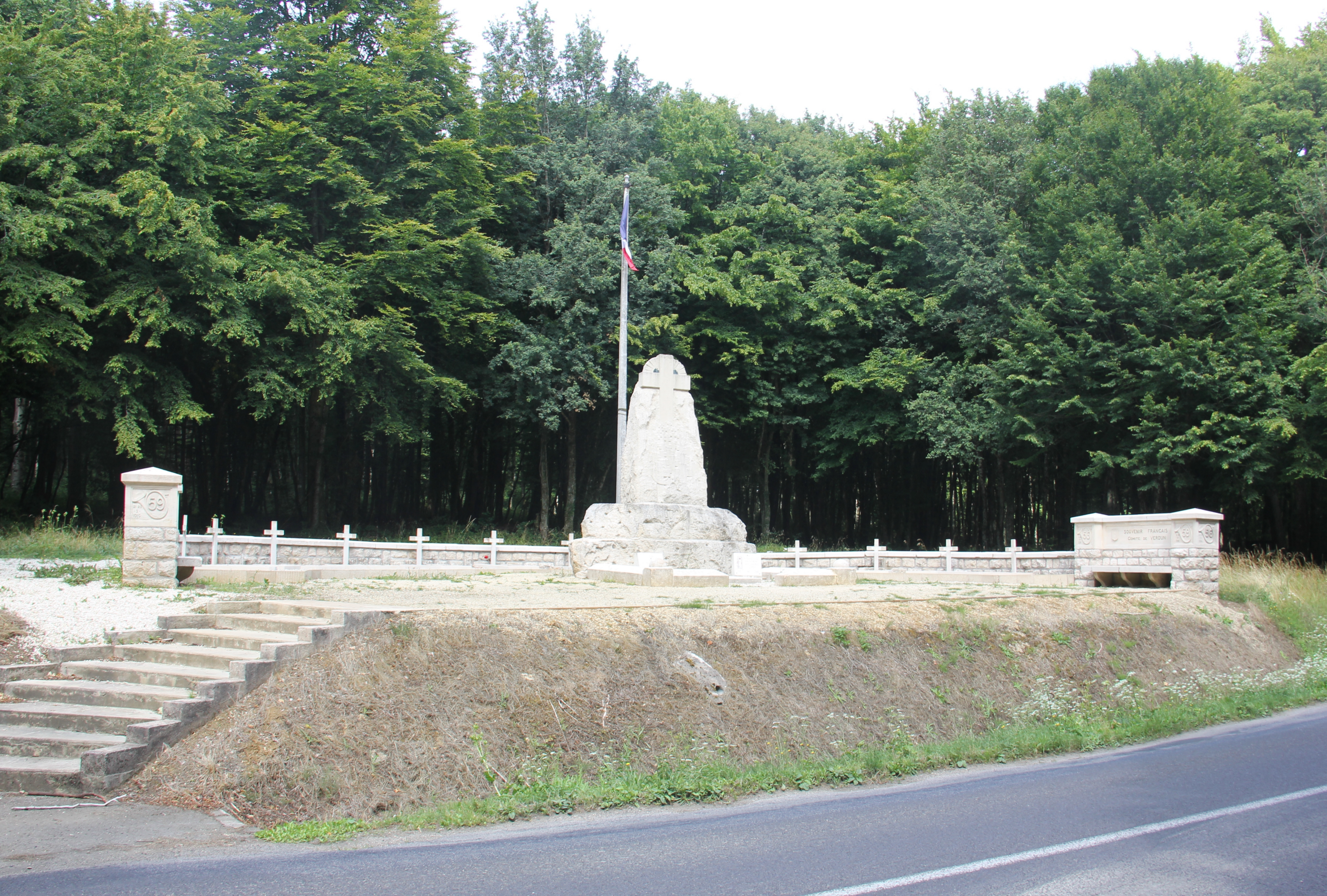

## Bilan
Au cours de ces combats les chasseurs des deux bataillons perdent 90 % de leurs effectifs, leur résistance a cependant retardé de façon décisive la progression allemande. Elle a également permis aux renforts français d'arriver à temps pour éviter la percée vers Verdun. Ces combats marquent le début de la bataille de Verdun qui durera jusqu'en octobre 1916.

## Le bois des Caures, lieu de mémoire
Un circuit pédestre de plein-air balisé permet de découvrir le site du bois des Caures. Des panneaux informatifs jalonnent le parcours de 800 m. On peut ainsi découvrir le PC, la tombe du lieutenant-colonel Driant et le monument commémoratif des 56e et 59e bataillons de chasseurs à pied. 

### Le monument au colonel Driant et aux soldats des56eet59ebataillonsde chasseurs à pied

#### Historique
En 1922, Le Souvenir français décida de rendre hommage, sur le champ de bataille, aux soldats des 56e et 59e bataillons de chasseurs à pied et à leur chef le lieutenant-colonel Driant.

#### Caractéristiques
Un monument fut érigé a la fourche de la route de Flabas et de celle de Ville-devant-Chaumont, à 20 km au nord de Verdun. Ce monument a été sculpté par Grégoire Calvet. Un imposant monolithe taillé dans la pierre calcaire de la Meuse se dresse au-dessus d'un bloc de roche. Au sommet émerge une croix latine auréolée. En dessous, on peut voir un ensemble de croix mortuaires. La première croix est entourée d’un cor de chasse, symbole des chasseurs à pied. Sur le socle a été gravée cette dédicace : 

« Au Colonel Driant et à ses chasseurs. »

 Autour du monument, se trouvent les tombes de treize soldats restés anonymes.
Du monument, on peut atteindre le village détruit de Beaumont-en-Verdunois situé à 2,5 km environ.

## Commémorations
Une cérémonie du souvenir est organisée tous les 21 février devant le monument commémoratif des chasseurs.

La 12e promotion (1965-1966) de sous-officiers d'active de l'ENSOA de Saint-Maixent et de l'EAENSOA de L'EMI de Montpellier porte le nom de VERDUN-BOIS DES CAURES. 
La promotion de l'année 2016 (École Supérieur des officiers de réserve d'état major) a été baptisée promotion Lieutenant-Colonel DRIANT.